# Abraham Cohen (Rabbiner, 1887)
Abraham Cohen (* 22. März 1887 in Reading, Berkshire; † 28. Mai 1957) war ein britischer Rabbiner und Gelehrter.

## Leben und Tätigkeit
Cohen war der Sohn eines aus Polen stammenden Schneiders. Er wuchs in Whitechapel auf. Aufgrund seiner schulischen Leistungen erhielt er ein Alfred Louis Cohen Stipendium für das Emmanuel College der Universität Cambridge, wo er orientalische Sprachen studierte. Später erwarb er einen PhD-Abschluss der University of London.
1909 wurde er Rabbiner der jüdischen Gemeinde Higher Broughton in Manchester. 1913 wechselte er zu der jüdischen Gemeinde in Birmingham, der er bis 1949 vorstand. Diese Gemeinde vertrat er auch in der jüdischen Vertretungskörperschaft von Großbritannien, deren Vorsitz er von 1949 bis 1955 innehatte. 1942 beteiligte er sich zudem an der Gründung des British Council of Christians and Jews.
Von 1936 bis 1938 und von 1950 bis 1957 unterrichtete Cohen am Jews’ College.
Als jüdischer Schriftgelehrter wirkte er an der Übersetzung und Herausgabe der Neuübersetzung des Talmud und des Midrasch mit. Außerdem betätigte er sich im jüdischen Weltkongress und der zionistischen Bewegung.
Aufgrund seiner führenden Rolle im jüdischen Leben Großbritanniens geriet Cohen ins Visier der Polizeiorgane des nationalsozialistischen Deutschlands, die ihn Ende der 1930er Jahre als wichtige Zielperson einstuften: Im Frühjahr 1940 setzte das Reichssicherheitshauptamt in Berlin ihn deshalb auf die Sonderfahndungsliste G.B., ein Verzeichnis von Personen, die im Falle einer erfolgreichen deutschen Invasion Großbritanniens durch die Sonderkommandos der SS-Einsatzgruppen mit besonderer Priorität ausfindig gemacht und verhaftet werden sollten.

## Schriften
- Everyman's Talmud The Major Teachings of the Rabbinic Sages, 1932.
- The Parting of the Ways: Judaism and the Rise of Christianity, 1954.
- Introduction and commentary, The Psalms, 1950.
- An Anglo-Jewish Scrap-Bool, 1600-1840, 1968.